# George Orwell
George Orwell (pseudonimul literar și jurnalistic al lui Eric Arthur Blair) (n. 25 iunie 1903, Motihari, statul Bihar, India Britanică — d. 21 ianuarie 1950, Londra, Regatul Unit) a fost un romancier, eseist, nuvelist, critic literar și jurnalist britanic, comentator al radio BBC, editorialist și reporter. El a luptat ca voluntar în Războiul Civil din Spania de partea comuniștilor. A scris romane, eseuri și critică literară.
George Orwell este autorul a două faimoase romane satiră în care atacă totalitarismul:
- Ferma Animalelor (1945) și
- O mie nouă sute optzeci și patru (1949).

## Biografie
Eric Arthur Blair s-a născut la data de 25 iunie 1903, în orașul Motihari, capitala statului Bihar din India de astăzi (fosta provincie Bengal în timpurile colonialismului britanic din India), fiind al doilea copil al lui Richard Walmesley Blair (un funcționar din administrația engleză din India - în domeniul opiului) și al soției sale, Ida Mabel Limonzin, fiica unui comerciant de ceai.
În anul 1904 s-a mutat împreună cu mama și sora lui în Anglia, studiind în perioada 1917 - 1921 la Colegiul Eton, o foarte bună universitate engleză, și publicând în diferite reviste ale colegiului. La un an după absolvire s-a angajat în cadrul Poliției Imperiale Indiene (în Birmania), perioadă pe care o va povesti în romanul Zile birmaneze (1934).
După ce a lucrat în Franța având profesii foarte diferite, s-a întors în Anglia și a deschis un magazin sătesc. Sub pseudonimul George Orwell, a scris articole pentru ziare și apoi, în prima sa carte Fluierând a pagubă prin Paris și Londra (Down and Out in Paris and London) (1933), și-a descris experiența de scriitor de stânga. Aceasta este o relatare emoționantă și mai ales comică a celor câțiva ani de sărăcie autoimpusă pe care i-a trăit după ce s-a întors în Europa.
A scris apoi alte trei romane, Zile birmaneze (Burmese Days, 1934), Fiica unui cleric (A Clergyman's Daughter, 1935) și Keep the Aspidistra Flying (1936).
În anul 1936 lui Orwell i s-a comandat de către Victor Gollancz un documentar asupra șomajului din Nordul Angliei pentru editura engleză Left Book Club. Drumul către Wigan Pier (The Road to Wigan Pier), o proză de tip reportaj despre viața la limita sărăciei a minerilor dintr-un orășel din Lancashire, l-a consacrat pe Orwell drept unul dintre cei mai mari reporteri și scriitori din Marea Britanie.
Ca tendințe politice, Orwell a manifestat în permanență o simpatie față de cei de centru-stânga, fără a îmbrățișa însă ideologia comunistă, pe care o și critică într-o formă cât se poate de radicală în fabula politică Ferma animalelor și în romanul O mie nouă sute optzeci și patru.

## Războiul din Spania
Orwell, un socialist convins, a plecat în Spania în decembrie 1936 ca să devină corespondent de război în timpul Războiului Civil Spaniol. S-a alăturat însă ca voluntar Diviziei Lenin din Barcelona, unitate condusă de Partidul Muncitorilor de Unitate Marxistă (Partido Obrero de Unificación Marxista - POUM).
În ianuarie 1937 Orwell, care avea grad de caporal, a fost trimis să ia parte la ofensiva din Aragon. În luna următoare a fost mutat la Huesca. După 115 zile petrecute în linia întâi a primit permisiunea să plece și s-a întors la Barcelona. Aici a fost martor la Revolta din mai.
Orwell s-a întors la Huesca pe 12 mai 1937. Avansat la gradul de locotenent secund avea sub comandă un pluton de 30 de oameni. A fost împușcat în gât de un trăgător izolat și a fost temporar paralizat pe partea stângă și și-a pierdut vocea.
În spital a aflat că POUM, partidul din care făcea parte, a fost considerat ca o facțiunea troțkistă și a fost declarat ilegal. Aflat în pericol de moarte, Orwell a reușit să fugă în Franța cu ajutorul consulului englez din Barcelona.

## Omagiu Cataloniei
La întoarcerea sa în Anglia, Orwell și-a descris experiențele din timpul Războiului Civil în Omagiu Cataloniei (Homage to Catalonia, 1938). În această carte a încercat să spulbere miturile propagandei diseminate de ziarele britanice, între care cele mai implicate erau ziarele de extremă dreapta și cele de extremă stânga, precum Daily Worker, un ziar controlat de Partidul Comunist din Marea Britanie. Cartea, deși era remarcabil scrisă, s-a vândut doar în 1.500 de exemplare în următorii 12 ani.
Orwell a mai publicat un roman, O gură de aer (Coming up for Air), în 1939. În august 1941 Orwell a început să lucreze pentru Eastern Service of the British Broadcasting Corporation (B.B.C.). Sarcina principală consta în a scrie editorialul unei emisiuni radiofonice în care să comenteze evenimente din cel de-Al Doilea Război Mondial. Comentariile sale au fost difuzate mai apoi din 1941 până în 1943 în India. În aceeași perioadă Orwell a lucrat și pentru ziarul The Observer.
În anul 1943, Aneurin Bevan, editorul ziarului socialist Tribune, l-a recrutat pe Orwell ca director editorial, având sarcina de a scrie un editorial săptămânal, intitulat Cum îmi place (As I Please). Stilul său lucid și clar l-a transformat într-un jurnalist de campanie imbatabil, iar polemicile din această epocă conțin pagini de mare talent jurnalistic.

## Ferma animalelor
Cartea următoare a lui Orwell, Ferma animalelor, era o satiră sub forma unei fabule a revoluției comuniste din Rusia. Cartea, puternic influențată de experiențele sale din timpul Războiului Civil Spaniol, e o satiră a stalinismului și a revoluției roșii. Pentru că Rusia era aliata Marii Britanii, lui Orwell i-a fost destul de greu să publice o asemenea carte.
Cartea i-a supărat pe foarte mulți prieteni cu convingeri de stânga, inclusiv pe fostul său editor, Victor Gollancz, care i-a respins-o. Publicată în 1945, Ferma animalelor a ajuns în scurt timp una din cele mai populare cărți din Marea Britanie.

## O mie nouă sute optzeci și patru
O mie nouă sute optzeci și patru, ultima carte scrisă de Orwell, a fost influențată de sănătatea sa în declin și de deziluziile politice față de guvernul laburist care a venit la putere, ales cu o largă majoritate în alegerile generale din 1945, dar care era departe de propriile sale idei și viziuni despre socialism.
În anul 1945 Orwell a recenzat romanul anti-Utopic (distopic) Noi de Evgheni Zamiatin pentru gazeta Tribune. Cartea autorului rus avea să-i inspire romanul său propriu, O mie nouă sute optzeci și patru.
Publicată în 1949, cartea era o meditație asupra destinului tiraniei în viitor. Cartea a avut un efect foarte puternic, nu doar în Marea Britanie, dar și în întreaga lume, iar, ca rezultat foarte concret, numeroase formule și cuvinte au intrat în vocabularul de zi cu zi.
George Orwell a murit la data de 21 ianuarie 1950, la Londra, din cauza tuberculozei.
Postum a fost publicat și jurnalul intim al autorului, care poate fi citit pe un blog, pe Internet, și care a fost recent tradus în limba română.

## Cărți publicate
- Fluierând a pagubă prin Paris și Londra (1933) - reportaj
- Zile birmaneze (1934) - roman autobiografic
- O fată de preot (1935) - roman
- Aspidistra să trăiască! (1936) - roman
- Drumul spre Wigan Pier (1937) - reportaj
- Omagiu Cataloniei (1938) - reportaj
- O gură de aer (1939) - roman
- Ferma animalelor (1945) - fabulă politică
- O mie nouă sute optzeci și patru (1948) - distopie
- Jurnal intim

### Cărți traduse în limba română
- Ferma animalelor, Colecția Biblioteca Polirom, Editura Polirom, Iași, 2002, 216 pagini, ISBN 973-681-041-0
- O mie nouă sute optzeci și patru, Traducere de Mihnea Gafița, București, Editura Univers, 1991, ISBN 973-34-0220-6
- O mie nouă sute optzeci și patru, Traducere de Mihnea Gafița, Prefață de Vladimir Tismăneanu, Colecția Biblioteca Polirom, Editura Polirom, Iași, 2002, ISBN 973-681-075-5
- Zile birmaneze, Traducere de Gabriela Abăluță, Colecția Biblioteca Polirom, Editura Polirom, Iași, 2003, ISBN 973-681-293-6
- Omagiu Cataloniei, Traducător Radu Lupan, Colecția Biblioteca Polirom, Editura Polirom, Iași, 2009, ISBN 978-973-46-1375-5
- Aspidistra să trăiască!, Traducere de Mihnea Gafița, Editura Polirom, Iași, 2009 ISBN 978-973-46-1528-5;
- Jurnale, Traducere de Vali Florescu, Editura Polirom, Iași, 2010
- O gură de aer, Editura Polirom, Iași, 2010
- O fată de preot, Editura Polirom, Iași, 2011
- Cărți sau țigări, Traducere de Ciprian Șiulea, Colecția Biblioteca Polirom, Editura Polirom, Iași, 2011, ISBN 978-973-46-2282-5